# Stara Uszyca
Stara Uszyca (ukr. Стара Ушиця, Stara Uszycia) – osiedle typu miejskiego na Ukrainie, w obwodzie chmielnickim, w rejonie kamienieckim. W 2025 roku liczyło ok. 1,9 tys. mieszkańców.
Miejscowość leży na terytorium Parku Narodowego „Podolskie Tołtry”, niedaleko ujścia rzeki Uszycy do Dniestru.
W miejscowości znajduje się sanatorium dziecięce „Dnister”.
Niedaleko (koło wsi Bakota) znajduje się monaster św. Michała Archanioła (XII–XIV ww.), wycięty w skale wapiennej.

## Historia
Miejscowość pochodzi przynajmniej z XII wieku. Pierwsza wzmianka o Uszycy pochodzi z ruskiego latopisu z 1144 roku, kiedy Izasław Dawidowicz zagarnął w swoje posiadanie miejscowość, która należała podówczas do księcia halickiego Włodzimierza. W 1240 roku została spustoszona przez Tatarów. Po przyłączeniu do Polski należała do dóbr koronnych. Po II rozbiorze Polski znalazła się w granicach Rosji. W 1795 roku otrzymała status miasta powiatowego namiestnictwa podolskiego. W 1796 roku nadano miastu herb. W 1826 roku siedzibę powiatu przeniesiono do Letniowców przemianowanych na Nową Uszycę, wobe czego Uszyca otrzymała wówczas nazwę Stara Uszyca. Do 1917 roku znajdowała się tu rezydencja rosyjskiego rodu szlacheckiego Gagarinów. Jedna z księżniczek opublikowała na emigracji swoje wspomnienia zawierające opis okolic Uszycy. Pierwsza droga bita do Kamieńca została zbudowana dopiero w 1914 roku przez armię austriacką.
Podczas okupacji hitlerowskiej, 23 czerwca 1941 roku Niemcy utworzyli getto dla żydowskich mieszkańców. Przebywało w nim około 900 osób. W lecie 1942 roku Niemcy zlikwidowali getto, a Żydów zamordowali na miejscu a część wywieźli do getta w Kamieńcu Podolskim.
W 1979 roku miejscowość otrzymała status osiedla typu miejskiego. Po budowie sztucznego jeziora na Dniestrze w latach 80. XX wieku Stara Uszyca została zatopiona wraz z cerkwią i cmentarzem, a mieszkańców przeniesiono do nowo wybudowanego osiedla na wzgórzu, kilkaset metrów na północny zachód od zatopionej miejscowości.

## Przypisy

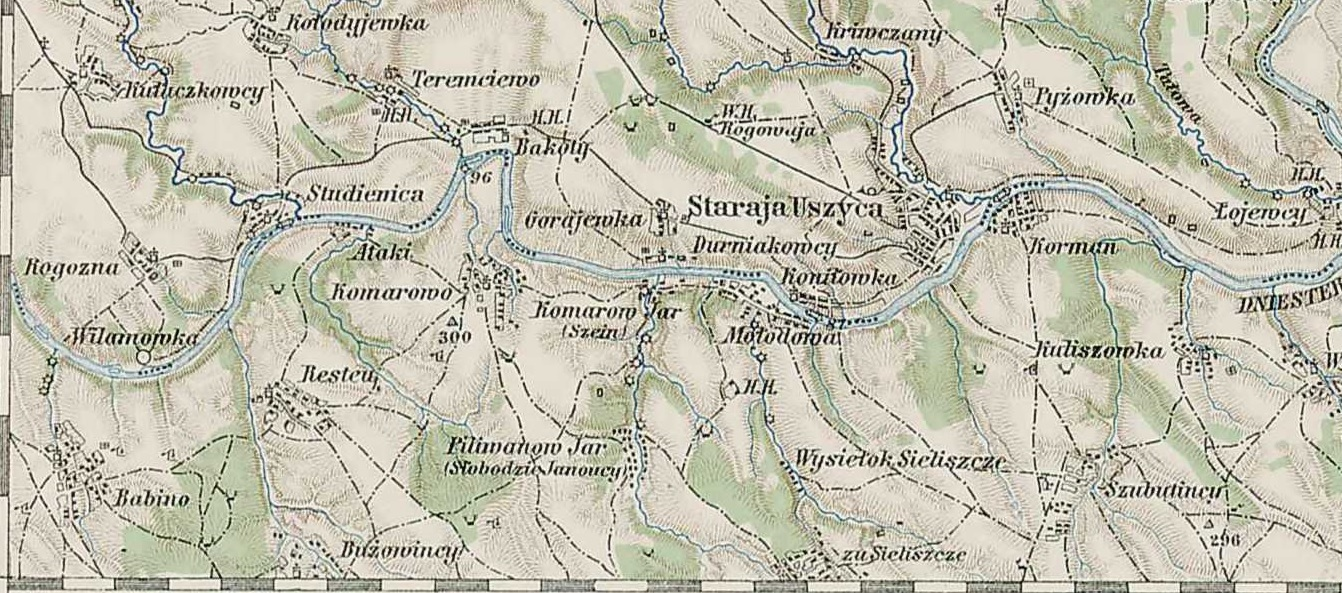
Na mapie z 1910 r.